# 万炜
万炜（？—1644年），明朝驸马都尉，明穆宗的女婿。

## 生平
万历十二年（1584年）十二月乙酉，明神宗封第五妹为瑞安公主，拜万炜为驸马都尉，第二年春二月出嫁，敕礼部采旧仪。
万历、泰昌、天启、崇祯年间，祭祀太庙等礼仪多由万炜代行。
泰昌元年（1620年）九月庚辰，明熹宗即皇帝位，派陈良弼祭祀南郊，吴汝胤祭祀北郊，万炜祭祀太庙，陈伟祭祀社稷。
天启元年（1621年）三月壬戌，明熹宗派万炜等人分祭岳镇海渎、历代帝王、先师孔子、祖陵等陵、徐王等王、太岳、太和山、真武等神及近年薨逝并追封亲王。八月，加驸马万炜太子太保，十月加万炜为少傅。
崇祯时，官至太傅，掌宗人府印。
崇祯十七年（1644年），李自成兵临城下，三月初五日寅时，崇祯帝命驸马都尉万炜以特牲告太庙。
李自成攻入北京，万炜和儿子万长祚被杀。他的另一个儿子万弘祚投水死，万长祚的妻子李氏也投井而死。万炜在大兴县东建曲水园。